# The Night Shift
The Night Shift es una serie de televisión estadounidense de drama médico, creada por Gabe Sachs y Jeff Judah y protagonizada por Eoin Macken, Jill Flint, Freddy Rodríguez y Ken Leung. Se estrenó el 27 de mayo de 2014 en la cadena NBC en los Estados Unidos.
El 1 de julio de 2014, la NBC renovó The Night Shift para una segunda temporada. El 8 de mayo de 2015, la NBC renovó la serie para una tercera temporada. El 17 de noviembre de 2016, NBC renovó la serie por una cuarta temporada, que comenzó a emitirse el 22 de junio de 2017. En octubre de 2017, la NBC canceló la serie.

## Argumento
La serie sigue la vida del personal médico que trabaja en el turno de noche en la sala de emergencias del hospital San Antonio Memorial Center.

## Producción
Eoin Macken fue el primer miembro del elenco en ser elegido para el papel de T.C. Callahan, un médico que regresa del Ejército, y que constantemente está en desacuerdo con sus superiores. Freddy Rodríguez fue el siguiente actor de reparto en la serie, en el papel de Michael Ragosa, un administrador del hospital que originalmente quería ser médico. Ken Leung y Jeananne Goossen se unieron al elenco, con Leung en el papel de Topher, un médico de urgencias que anteriormente ayudaba a los soldados heridos en batalla. Jill Flint obtuvo el papel de Jordan Alexander, jefe médica recién ascendida al turno de noche.

## Elenco y personajes
- Eoin Macken como T.C. Callahan
- Jill Flint como Jordan Alexander.
- Freddy Rodríguez como Michael Ragosa.
- Ken Leung como Topher.
- Brendan Fehr como Drew.
- Jeananne Goossen como Krista.
- J.R. Lemon como Kenny.
- Robert Bailey, Jr. como Paul.
- Daniella Alonso como el Dr. Landry de la Cruz
- Tanaya Beatty como la Dra. Shannon Rivera

## Episodios
| Temporadas | Temporadas | Episodios | Estreno en Estados Unidos | Estreno en Estados Unidos |
| Temporadas | Temporadas | Episodios | Comienzo                  | Final                     |
| ---------- | ---------- | --------- | ------------------------- | ------------------------- |
|            | 1          | 8         | 27 de mayo de 2014        | 15 de julio de 2014       |
|            | 2          | 14        | 23 de febrero de 2015     | 18 de mayo de 2015        |
|            | 3          | 13        | 1 de junio de 2016        | 31 de agosto de 2016      |
|            | 4          | 10        | 22 de junio de 2017       | 31 de agosto de 2017      |

## Doblaje
| Personaje             | Actor Original     | Doblaje            | Doblaje   | Doblaje                   | Doblaje   |
| Personaje             | Actor Original     | Actor              | Temporada | Actor                     | Temporada |
| --------------------- | ------------------ | ------------------ | --------- | ------------------------- | --------- |
| TC Callahan           | Eoin Macken        | Alejandro Graue    | 1ª-4ª     | Miguel Ángel Montero      | 1ª        |
| Jordan Alexander      | Jill Flint         | Constanza Faraggi  | 1ª-4ª     | Mar Bordallo              | 1ª        |
| Michael Ragosa        | Freddy Rodríguez   | René Sagastume     | 1ª-4ª     | Rafael Alonso Naranjo Jr. | 1ª        |
| Topher Zia            | Ken Leung          | Martín Gopar       | 1ª-4ª     | Abraham Aguilar           | 1ª        |
| Drew Alister          | Brendan Fehr       | Santiago Florentín | 1ª-4ª     | Rafa Romero               | 1ª        |
| Krista Bell-Hart      | Jeananne Goossen   | Natalia Bernodat   | 1ª-2ª     | Inés Blázquez             | 1ª        |
| Kenny                 | J.R. Lemon         | Pablo Gandolfo     | 1ª-4ª     | Javier Lorca              | 1ª        |
| Paul Cummings         | Robert Bailey, Jr. | Hernán Bravo       | 1ª-4ª     | Jesús Pinillos            | 1ª        |
| Dr. Landry de la Cruz | Daniella Alonso    | Noelia Socolovsky  | 1ª        | Conchi López              | 1ª        |
| Dra. Shannon Rivera   | Tanaya Beatty      | Luciana Martí      | 3ª-4ª     | -                         | -         |